# 예언자 안나
안나(히브리어: חַנָּה, 고대 그리스어: Ἄννα), 또는 예언자 안나는 루가의 복음서에서 언급되는 여성이다. 이 복음서에 의하면, 그녀는 아셀 지파의 나이 많은 예언자로 예루살렘 성전에서 예수를 예언했다. 눅 2:36-38의 예수의 성전 봉헌에서 등장한다.

## 신약 성경
안나를 언급하는 성경구절은 다음과 같다.
눅 2장 36또한 파누엘의 딸로서 아셀 지파의 혈통을 이어받은 안나라는 나이 많은 여자 예언자가 있었다. 그는 결혼하여 남편과 일곱 해를 같이 살다가 37과부가 되어 여든네 살[*]이 되도록 성전을 떠나지 않고 밤낮없이 단식과 기도로써 하느님을 섬겨왔다. 38이 여자는 예식이 진행되고 있을 때에 바로 그 자리에 왔다가 하느님께 감사를 드리고 예루살렘이 구원될 날을 기다리던 모든 사람에게 이 아기의 이야기를 하였다. (공동번역 개정판)
- *: NIV에서는 84년간 과부였던 것으로 적혀있다.

위의 구절을 통해, 안나는 예언자이고, 파누엘의 딸이며, 아셀 지파이고, 결혼 후 7년에 과부가 되었고, 신실한 유대인으로서 금식과 기도로 하나님을 섬겨왔다는 사실을 알 수 있다.
루가는 안나를 "나이 많"다고 표현하는데, 여러 성경과 오래된 주석들은 그녀가 84세였다고 말한다.
헬라어 본문에 "καὶ αὐτὴ χήρα ὡς ἐτῶν ὀγδοηκοντατεσσάρων"라고 적혀있는 부분은 일반적으로 "그녀는 84살의 과부였다"고 해석되는데, 사실 이 헬라어 본문은 그녀의 나이가 84세였다는 것과, 과부가 되어 84해를 보냈다는 중의적 의미를 가질 수 있다. 일부 학자들은 후자의 경우를 선택하는데, 이 경우 여성은 14세 이전에 혼인할 수 없었다는 것을 감안하면 최소 14 + 7 + 84 = 105세였다는 말이 된다.

## 교회 전승과 공경
가톨릭 교회와 동방 정교회는 예언자 안나를 성인으로 기념한다. 동방정교회에서는 안나와 예수를 받은 자 시므온을 구약의 마지막 선지자로 간주하여 예수의 성전 봉헌 이후의 시낙시스(synaxis)로서 각각 2월 3일과 2월 16일의 축일을 제정했다. 정교회의 전통은 예수의 성전봉헌을 "우리 주와 하나님과 구원자 예수의 만남"이라고 부른다. 예언자 안나는 2월 3일 시므온을 따라 비잔틴 예식으로서 축일을 갖는다.
또한 그녀의 그림은 예수의 성전봉헌의 이콘에 예수와 동정녀 마리아, 요셉, 시므온과 함께 그려진다. 정교회의 전승은 그리스도가 그의 이스라엘을 시므온과 안나 두 사람을 통해 만났다고 간주한다.